# 卡瓦納科德區

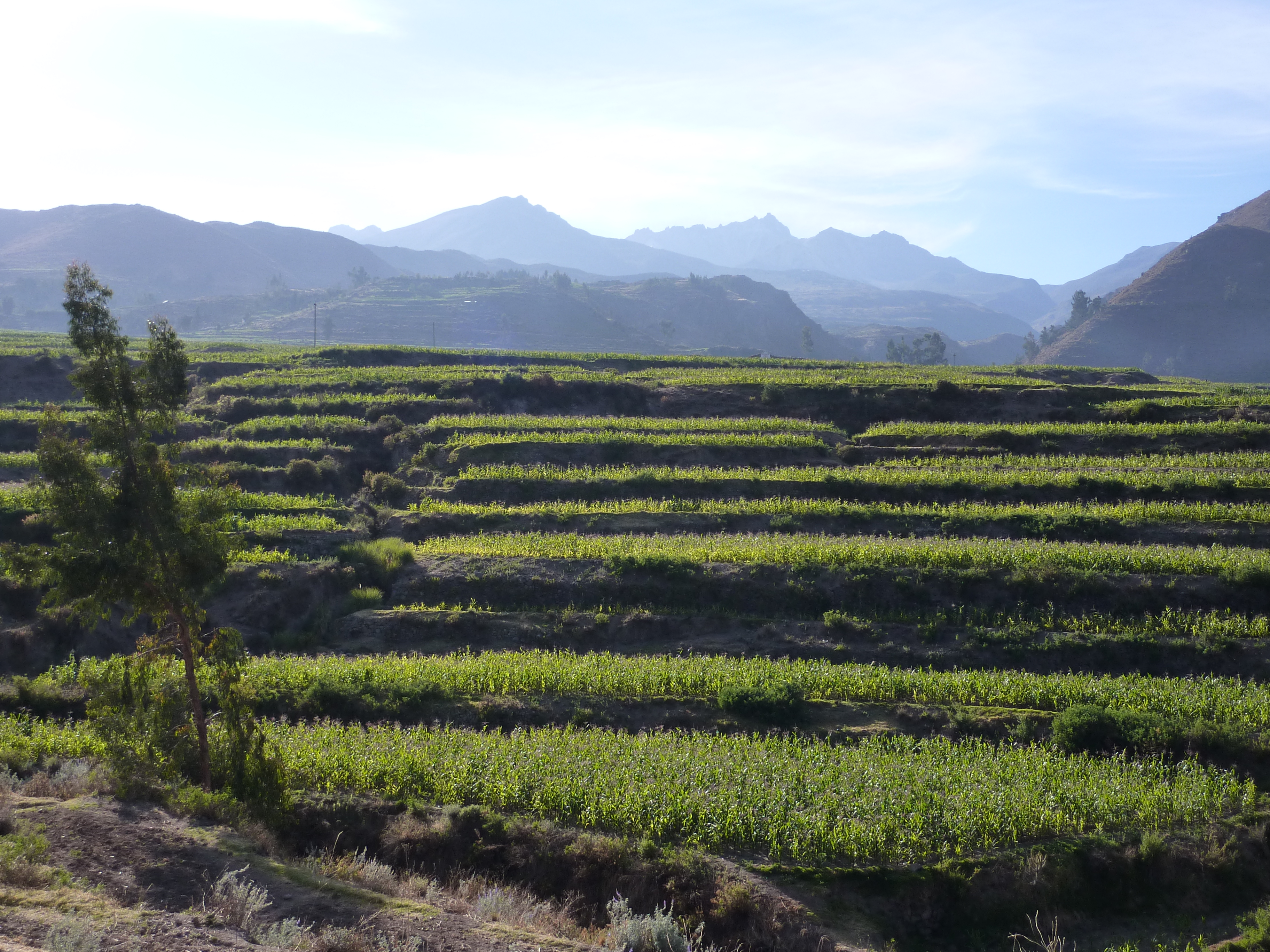

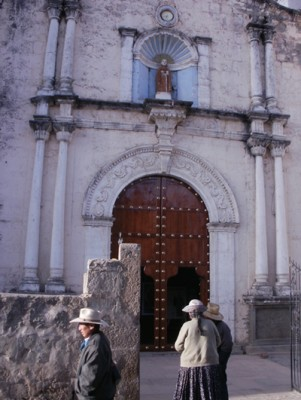

卡瓦納科德區（西班牙語：Distrito de Cabanaconde），是秘魯的一個區，位於該國南部阿雷基帕大區的卡伊尤馬省，面積460.55平方公里，海拔高度3,287米，2005年人口2,920，人口密度每平方公里6.3人。